# Джордж Меррілл
Джордж Перкінс Меррілл (31 травня 1854 — 15 серпня 1929) був американським геологом, відомим як головний куратор з 1917 по 1929 роки департаменту геології Національного музею США (нині Національний музей природної історії Смітсонівського інституту).

## Життєпис
Джордж Перкінс Меррілл народився в Оберні, штат Мен, 31 травня 1854 року. Він здобув освіту в Університеті штату Мен (бакалавр філософії, 1879; доктор філософії, 1889), пройшов аспірантуру та був асистентом з хімії в Весліанському університеті, Коннектикут (1879–1880), а згодом навчався в університеті Джонса Гопкінса (1886–1887).
У 1881 році він став помічником куратора в Національному музеї, Вашингтон, округ Колумбія. Він також працював професором геології та мінералогії в Коркоранській науковій школі Колумбійського університету (нині Університет Джорджа Вашингтона) з 1893 по 1916 рік, а в 1897 році був призначений головним куратором відділу геології в Національному музеї. У 1922 році він був обраний до Національної академії наук. Наступного року він був обраний членом Американського філософського товариства. Він написав багато статей, особливо про метеорити. Серед його помічників були Едгар Т. Веррі та Маргарет В. Муді.
У 1897 році Меррілл запропонував термін реголіт для пухкого зовнішнього шару Землі, Місяця, Марса тощо, що покриває тверду поверхню.

## Основні публікації
- Stones for Building and Decoration (1891; third edition, 1903[8])
- A Treatise on Rocks, Rock-Weathering, and Soils (1897; second edition, 1906)[9]
- The Non-Metallic Minerals (1904; second edition, 1910)[10]
- The Fossil Forests of Arizona (1911); 23 pages including illustrations[11]
- The First Hundred Years of American Geology (1924)[12]

## Інтернет-ресурси
- 1854-1929, George P. Merrill Collection, circa 1800-1930 and undated
- George P. Merrill Collection, 1889-1925 and undated